# Tonneau (Fuhrwerk)

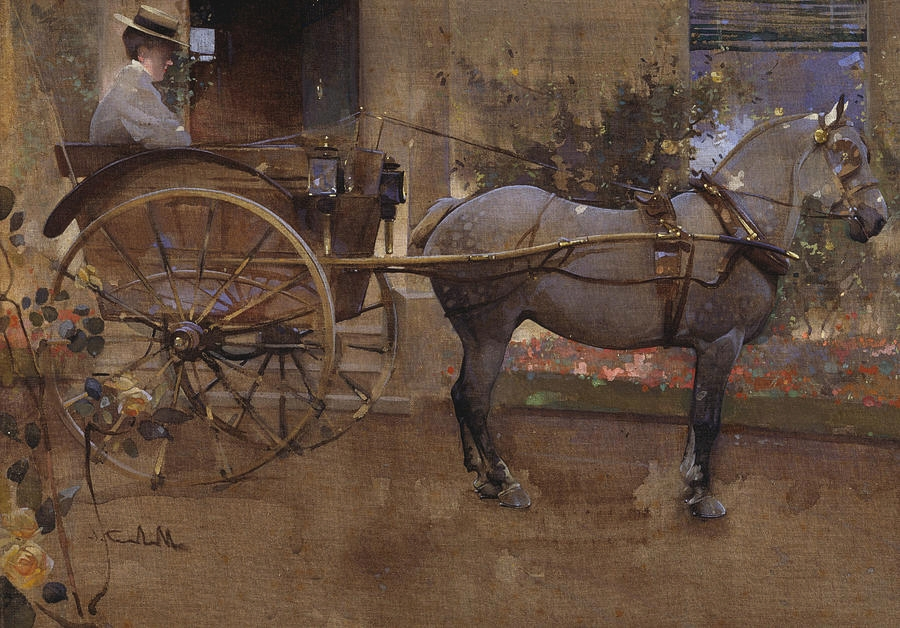
Joseph Crawhall: The Governess Cart

Der Tonneau, auch Tonne oder seltener Governess Cart (Gouvernantenwagen) genannt, ist ein zweirädriges Pferdefuhrwerk mit Heckeinstieg. Namensgebend sind die tonnenförmigen Abrundungen der hinteren Sitzlehnen. Kennzeichnendes Merkmal des Tonneau sind die zwei quer zur Fahrtrichtung befindlichen Sitzbänke. Es konnten bis zu vier Personen in diesem Pferdefuhrwerk sitzen, allerdings bot der Tonneau vier ausgewachsenen Personen nur beengten Sitzplatz. Der Fahrer saß seitwärts auf einer der beiden Sitzbänke. Fahrer und Fahrgäste bestiegen den Tonneau vom Heck her. Typischerweise befand sich dort eine kleine Tür und häufig auch ein Tritt, um das Besteigen einfach zu machen. Die Räder waren immer mit einem Spritzschutz versehen. Normalerweise war der Tonneau mit elliptischen Federn ausgestattet. Die Achse war entweder gerade oder leicht abfallend, was dem Fuhrwerk einen niedrigen Schwerpunkt gab. 
Der Tonneau ist eine relativ junge Fortentwicklung eines Pferdefuhrwerks, dessen Entwicklung darauf abzielte ein sicheres und leicht zu lenkendes Fuhrwerk zu schaffen. Der Tonneau stellt eine Weiterentwicklung des Dos-à-dos dar. Seine englischsprachige Bezeichnung Governess Cart trägt er, weil er sehr häufig von Gouvernanten genutzt wurde. Die Anordnung der Sitzbänke ermöglichte ihr, ihre Zöglinge im Auge zu behalten. Anders als beim Dogcart waren Kinder wegen der hohen Kutschenwände weniger in Gefahr, aus dem Gefährt zu fallen. Der verhältnismäßig schmale Bau ermöglichte es auch, schmale Landwege oder Parkwege entlang zu fahren. Gezogen wurde das Fuhrwerk in der Regel von einem Pony oder einem Esel.

## Einzelbelege
1. ↑   Trev Broughton und Ruth Symes: The Governess - An Anthology. Sutton Publishing, Thrupp 1997, ISBN 0-7509-1503-X, S. 44 f.